# Cristián Maturana
Carlos Ventura Cristián Maturana Miquel, más conocido como Cristián Maturana, es un abogado y académico de Derecho chileno. Actualmente se desempeña como gerente legal de Entel Chile.

## Biografía
Estudió Derecho en la Universidad de Chile entre 1972 y 1976, y obtuvo el título de abogado en 1983. Se desempeñó como procurador de la Corporación de la Reforma Agraria entre 1974 y 1979. Fue asesor jurídico de la Empresa Nacional del Petróleo (ENAP) entre 1990 y 1994 y desde ese año y hasta la fecha es gerente legal de Entel Chile.
Desde 1978 se ha desempeñado como profesor de derecho procesal en la Facultad de Derecho de la Universidad de Chile, donde ocupó el cargo de Director del Departamento de Derecho Procesal. Creó un compendio de las normas del derecho procesal chileno para el estudio de los estudiantes de derecho. Fue Presidente de la Comisión de redacción del Código Procesal Civil. En 2006 fue designado perito del Estado de Chile en el caso Almonacid Arellano contra Chile, ante la Corte Interamericana de Derechos Humanos.
El 1 de junio de 2009 el rector Víctor Pérez Vera lo nombró vicedecano, en reemplazo de Pierino Perazzo. Sin embargo, días más tarde, el 4 de junio, renunció al cargo cuando el decano Roberto Nahum terminó su licencia médica para reintegrarse a sus funciones.
En 2010 participó del Consejo Asesor para Reforma Procesal Civil convocado por el presidente Sebastián Piñera.

## Obras
- Derecho Procesal Penal (2010), junto con Raúl Montero López.
- Los Recursos Procesales (2010), junto con Mario Mosquera Ruiz.